# Herbert Zimmermann
Herbert Zimmermann (Engers, 25 de abril de 1956) é um ex-futebolista profissional alemão que atuava como atacante ou libero.

## Carreira
Herbert Zimmermann fez parte do elenco da Seleção Alemã de Futebol, da Euro de 1980.

## Títulos
- Euro 1980